# Герб Новоазовська
Герб Новоазо́вська — офіційний символ міста Новоазовськ Донецької області. Затверджений 29 січня 1997 року. Автор — Кірічок Олег Ігорович, сучасний дизайн і доробка — Едуард Савченко.

## Опис
На малиновому тлі зображено схрещені шаблю та спис — символ козацького походження. Внизу — колосок як знак сільського господарства. Вітрильник на гербі — це козацька чайка, ніс якої прикрашає голова оленя. Олень є символом Всевеликого Війська Донського; саме олень зі стрілою був зображений на його печатці.